# Dembecha
Dembecha (parfois transcrit Demebecha ou Dembech'a) est un woreda de la région Amhara, en Éthiopie.
Il compte 129 260 habitants au recensement de 2007.
Le woreda porte le nom de son chef-lieu, Dembecha, qui a 13 218 habitants à la même date.

## Situation
Le woreda Dembecha fait partie de la zone Mirab Godjam de la région Amhara.
Son chef-lieu, la ville de Dembecha, se trouve à environ 2 000 m d'altitude, à une cinquantaine de kilomètres au nord-ouest de Debre Marqos sur la route Addis-Abeba-Baher Dar.

Les autres agglomérations du woreda sont Yechereka, qui se trouve à une dizaine de kilomètres au nord-ouest du chef-lieu sur la même route, et Addis Alem[Où ?].
| Jabi Tehnan | Dega Damot                       |                          |
| Bure        | Dembecha                         | Machakel (Misraq Godjam) |
|             | Debre Elias (en) (Misraq Godjam) |                          |

## Histoire
Le négus Yohannès Ier passe à Dembecha entre le 8 mai et le 18 juillet 1683[Passage contradictoire (décès en juillet 1682)] lors de son voyage de Yebaba à Gondar.
Dans les années 1840, le géographe Antoine d'Abbadie mentionne Dembecha comme une étape sur la route commerciale Gondar-Boso,.
Le voyageur britannique Charles Tilstone Beke y séjourne plusieurs fois en 1842. Il la décrit comme une grande ville située sur le versant d'une crête de montagne venant du nord-est et il souligne sa situation le long de l'une des principales routes caravanières traversant le Godjam.
En 1884-1885, sur ordre de Tekle Haïmanot du Godjam, le comte italien Salimbeni fait construire le premier pont du Godjam sur la rivière Temchi.
Les sources chaudes de Dembecha étaient connues dans tout le Godjam.
Le 5 mars 1942, pendant la campagne d'Afrique de l'Est de la Seconde Guerre mondiale, les Britanniques de la Force Gidéon rencontrent les Italiens sous les ordres du colonel Natale près du fort de Dembecha. Bien que vaincus dans la bataille, ils infligent de telles pertes à la garnison italienne que celle-ci est contrainte de se retirer trois jours plus tard. La prise du fort de Dembecha permet d'isoler Debre Marqos du reste des forces italiennes.

## Démographie
D'après le recensement national de 2007 réalisé par l'Agence centrale de la statistique (Éthiopie), le woreda compte 129 260 habitants et 14 % de la population est urbaine,.
La quasi-totalité des habitants (99 %) sont orthodoxes.
La population urbaine se répartit entre les 13 218 habitants du chef-lieu, 3 584 habitants à Addis Alem et 1 111 habitants à Yechereka.
Avec une superficie de 971 km2[réf. souhaitée], le woreda a en 2007 une densité de population de 133 personnes par km2.
Début 2022, la population du woreda est estimée, par projection des taux de 2007, à 177 522 personnes.